# Rašel' Markovna Mil'man-Krimer
Rašel' Markovna Mil'man-Krimer (Penza, 28 febbraio 1897 – Leningrado, 25 aprile 1945) è stata una regista cinematografico sovietico.

## Filmografia (parziale)

### Regista
- Il ritorno di Nathan Becker (1932)
- Inžener Gof (1935)